# Adolf De Buck
Adolf Dolf De Buck, né le 1er février 1920 à Alost en Belgique et mort le 31 août 1984 dans la même ville, est un footballeur international belge.

## Biographie
Adolf De Buck débute comme joueur au SC Eendracht Alost et fait ses débuts en 1936 comme  Défenseur dans l'équipe première. Le club évolue alors en Division 3 et Dolf devient très vite titulaire.
Promue en Division 2 en 1936, l'équipe est championne de Division 2 en 1939 et accède pour la première fois parmi l'élite du football belge. Le championnat a continué à se dérouler malgré la Seconde Guerre mondiale.
En 1945, De Buck est sélectionné dans  l'équipe nationale belge mais reste en réserve. Ce n'est qu'en 1946, qu'il joue son premier match et devient ainsi le premier international de l'histoire de son club.
Alors qu'Eendracht Alost est redescendu en Division 2 en 1947, De Buck reste dans la sélection des Diables Rouges. Il joue, en tout, huit matches pour quinze convocations des sélectionneurs, jusqu'en 1948. Au printemps 1951, il est appelé une 16e fois mais reste sur le banc.
Alost est relégué en Division 3 la même année, et essaie vainement de remonter les années suivantes. Le club manque la promotion en division 2 en 1954, terminant deuxième avec le même nombre de points que le champion KFC Izegem.
Adolf De Buck met un terme à sa carrière en 1956 après avoir joué plus de 600 matchs pour Alost dont 153 en Division 1.

## Palmarès
- International de 1946 à 1948 (16 sélections dont 8 capes)
- 153 matches et 19 buts marqués en Division 1[3].
- Champion de Belgique D2 en 1939